# Vega和Vega-Lite可视化语法
Vega和Vega-Lite是实现图形语法的可视化工具, 类似于ggplot2。Vega和Vega-Lite通过添加一种用于探索复杂的数据集的新颖的交互语法，扩展了Leland Wilkinson的《Grammar of Graphics》。
Vega适合解释性图形的低级语言（与D3.js相同的用例），而Vega-Lite是适合快速探索数据的高级语言。 Vega 用于多个数据可视化系统的后端，例如 Voyager。图表规格（chart specification）写成JSON形式，并在浏览器中呈现或导出为矢量图或bitmap图。多种编程语言已经支持使用Vega-Lite，例如Python包Altair以使其更易于使用。Vega和Vega-Lite语法和相关工具是由華盛頓大學交互式数据实验室领导的开源项目，并以BSD-3许可证发布。